# Gottfried von Sparr
Gottfried von Sparr (auch: Godfried von Sparren und Gottfried von Sparren und Gottfried von Sparre geboren 1593 in Greifenberg in Pommern; gestorben 12. Juli 1663 in Hannover) war ein deutscher Militär während des Dreißigjährigen Krieges und anschließend Stadtkommandant von Hannover.

## Leben

### Familie
Gottfried von Sparr war ein Abkömmling des adeligen Geschlechtes von Sparr, das sich im 10. Jahrhundert im Jahr 926 im Gebiet der Mark Brandenburg niedergelassen hatte. Er war möglicherweise um 1630 einer von sechs Söhnen des 1607 zum Ritter des Deutschen Ordens und Komtur in Heilbronn ernannten Nicolaus von Sparr.
Gottfried von Sparr war Vetter des kurbrandenburgischen Feldmarschalls Otto Christoph von Sparr.
Er war der Schwiegersohn einer in der Altstadt von Hannover wohnenden von Knigge. Nachdem er einige Zeit Quartier bei dem dann verstorbenen Joachim Brauer gefunden hatte, wollte er übergangsweise im Hause seiner Schwiegermutter unterkommen, um sich mit einem vom Rat der Stadt Hannover erbetenen Darlehen eine eigene Unterkunft zu erwerben.
Gottfried von Sparr war der Vater des kurpfälzischen Generalmajors Franz Rudolph von Sparr.

### Werdegang

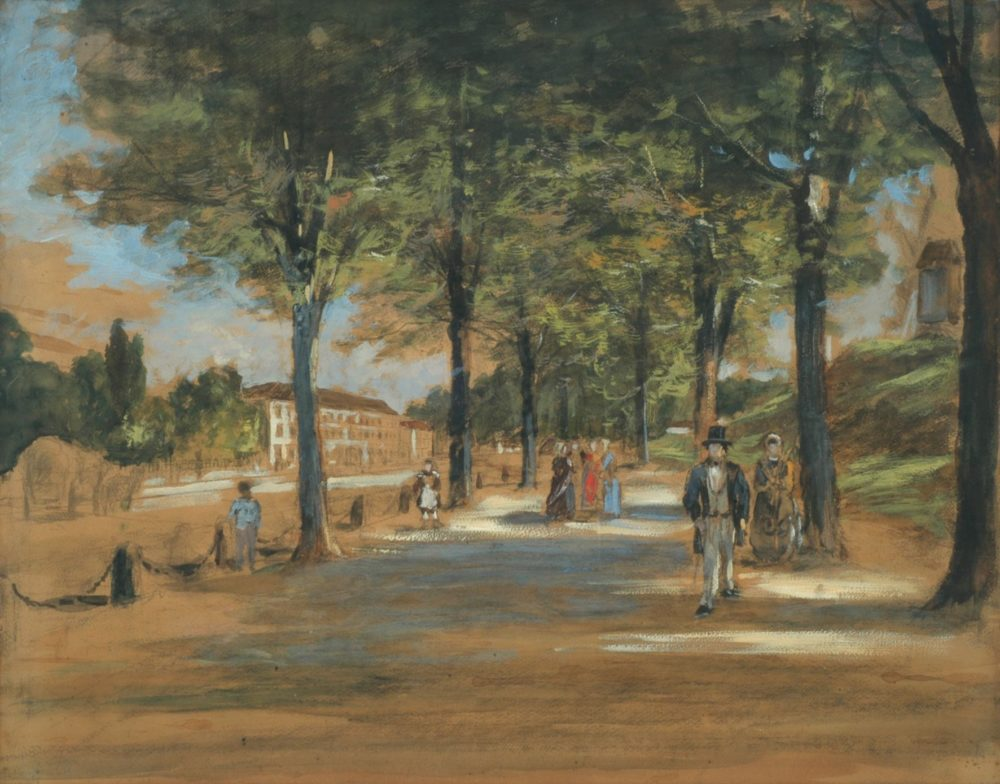
Um 1830: Die ehemalige Sparrenberg-Bastion an der Georgstraße mit der Erbzinsmühle; sie wich dem 1845 begonnenen Bau des Hoftheaters am heutigen Opernplatz;
Gouache nach den Kindheitserinnerungen von August Voigt-Fölger, um 1900, Historisches Museum Hannover

Gottfried von Sparr wirkte in der ersten Hälfte des 17. Jahrhunderts als Obrist-Wachtmeister und wurde „bei der Schilderung des 30jährigen Krieges“ mehrfach als einer der Beteiligten erwähnt. Er stand im Juli 1632 im Rang eines Kapitäns in den Diensten des Königs von Schweden Gustav Adolf. und fand in der Hannoverschen Chronik Erwähnung in den Jahren 1643, 1644 und 1646.
Im Zeitraum von 1647 bis 1663 verfasste von Sparr mindestens acht Briefe an den Generalfeldmarschall Jobst Hilmar von Knigge, die sich bis heute erhalten haben. Darin schrieb von Sparr neben tagesaktuellen und politischen Ereignissen unter anderem über Familiäres, die „Jungfer Catarina“ und den Verwalter des Gutes in Leveste, Gottfried von Heister (1609–1679).
Nach dem Zustandekommen des Westfälischen Friedens wurde Oberst von Sparr 1649 zum Kommandanten der Residenzstadt Hannover ernannt.
1661 ordnete von Sparr als Teil der Stadtbefestigung Hannovers den Bau eines neuen Außenwerkes zur Verteidigung gegen zukünftige Überfalle an. 1661 ließ er unter Zuhilfenahme von Soldateska und mittels von der Stadt gezahlten 1000 Thalern den „Sparren-Berg“ oder „Sparrenberg“ „bey dem neuen Hause an den Wall“ errichten; die „Sparrenberg-Bastion“, auf der seinerzeit auch die hannoversche Mühle ihren Standort fand.

## Totenschild mit Wappen
Zur Erinnerung an den 1663 Verstorbenen wurde sein im selben Jahr geschaffener Totenschild mit seinem Familienwappen geschaffen. Das mit Malereien verzierte und mit Schnitzwerk versehene „Vollwappen mit Helm, Helmdecke und Helmzier“ des pommerschen Adligen „ist von Waffen aller Art sowie von acht Ahnenwappen“ umgeben. Es findet sich im Bödekersaal der Marktkirche von Hannover.

## Archivalien
Archivalien von und über Gottfried von Sparr finden sich beispielsweise
- in Form von acht Briefen von von Sparr an Jobst Hilmar von Knigge aus dem Zeitraum von 1647 bis 1663; erhalten in der Autografensammlung Kestner in der Universitätsbibliothek Leipzig.[9]